# Josef Suk
Josef Suk (1874-1935) là nhà soạn nhạc, nghệ sĩ violin, nhà sư phạm người Séc.

## Cuộc đời và sự nghiệp
Josef Suk học âm nhạc tại Nhạc viện Praha trong các năm 1885-1892. Ở đây Suk học sáng tác với Karel Stecker và Antonín Dvořák. Sau khi tốt nghiệp, Suk chơi violin trong tứ tấu đàn dây Bohemia. Từ năm 1919, ông trở thành giáo sư bộ môn sáng tác, từ năm 1924 đến năm 1926 là giám đốc Nhạc viện Praha.

## Phong cách sáng tác
Josef Suk lúc đầu sáng tác các tác phẩm gần gũi với truyền thống dân tộc, chịu ảnh hưởng của Dvořák. Sau đó, Suk lại chịu ảnh hưởng của chủ nghĩa ấn tượng và Richard Strauss.

## Các tác phẩm
Tác phẩm của Josef Suk gồm: 
- Opera Dưới gốc cây táo (1902)
- Các tác phẩm cho dàn nhạc giao hưởng, trong đó là:

- Giao hưởng:

- Số 1
- Số 2

- Giao hưởng thơ Praha (1904)
- Truyền thuyết về những người chiến thắng đã chết (1920)

- Các tác phẩm nhạc thính phòng
- Các bản romance
- Các bản hợp xướng

## Danh mục tác phẩm
- 1888 String Quartet (0) in D minor (Barcarolle in B flat & Andante con moto survive)
- 1889 Piano Trio in C minor, Op. 2 (rev. 1890–91)
- 1890 Ballade in D minor, for string quartet or violin & piano
- 1890 Ballade in D minor, Op. 3, No. 1, cello & piano (rev. 1898)
- 1890 Serenade in A, cello & piano, Op. 3, No. 2 (rev. 1898)
- 1891 Three Songs without Words, piano
- 1891 Piano Quartet in A minor, Op. 1
- 1891–92 Dramatic Overture, Op. 4, orchestra
- 1891–93 Six Pieces for piano, Op. 7
- 1892 Fantasy-Polonaise, piano, Op. 5
- 1892 Serenade for Strings in E flat, Op. 6
- 1893 Melody for young violinists, for 2 violins
- 1893 Piano Quintet in G minor, Op. 8 (rev. 1915)
- 1894 A Winter's Tale, Shakespeare Overture for orchestra, Op. 9 (rev. 1926)
- 1894 Humoresque in C, piano (or 1897)
- 1895 Album Leaf, piano
- 1895 Five Moods, Op. 10, piano
- 1895–96 Eight Pieces, Op. 12, piano
- 1896 String Quartet No. 1 in B flat, Op. 11: Finale Allegro Giocoso (second version; rev. 1915)
- 1896 String Quartet No. 1 in B flat, Op. 11
- 1897 Piano Sonatina in G minor, Op. 13: Andante, included in Four Episodes for piano
- 1897 Suite for piano, Op. 13 (rev. 1900 as Op. 21)
- 1897 Piano Sonatina in G minor, Op. 13 (rev. 1900; Minuet arr. string quartet, Op. 21a)
- 1897 Village Serenade for piano
- 1897–98 Raduz & Mahulena: A Fairy Tale Suite for orchestra, Op. 16 (rev. 1912)
- 1897–99 Symphony No. 1 in E, Op. 14
- 1898 Bagatelle, Op. 14, piano (originally the third movement of Symphony No. 1 in E)
- 1900 Four Pieces for violin & piano, Op. 17
- 1901 Under the Apple Tree, Op. 20, cantata after Zeyer for mezzo-soprano & orchestra, arr. 1911–12
- 1902 Spring, Op. 22a, five pieces for piano
- 1902 Summer Impressions, Op. 22b, three pieces for piano
- 1902 Elegy for violin, cello, string quartet, harmonium & harp, Op. 23; also arranged for Piano Trio
- 1903 Fantasy in G minor, violin & orchestra, Op. 24
- 1903 Fantastic Scherzo, Op. 25, orchestra
- 1904 Prague, Op. 26, symphonic poem for orchestra
- 1905–6 Symphony No. 2 in C minor, "Asrael", Op. 27
- 1907 About Mother, five pieces for piano, Op. 28
- 1907–8 A Summer's Tale, Op. 29, orchestra
- 1909 Ella-Polka, included in Four Episodes for piano
- 1909 Things Lived and Dreamed, Op. 30, ten pieces for piano
- 1909 Spanish Joke, piano
- 1910–12 Six Lullabies, Op. 33, piano
- 1911 String Quartet No. 2, Op. 31
- 1912–17 Ripening, Op. 34, symphonic poem for orchestra. with chorus
- 1914 Meditation on the Saint Wenceslas Chorale, Op. 35a, strings or string-quartet
- 1917 Bagatelle with Nosegay in Hand, flute violin & piano
- 1919 Album Leaf, included in Four Episodes for piano
- 1919 Minuet, violin & piano
- 1919–20 Legend of Dead Victors, Commemoration for orchestra, Op. 35b
- 1919–20 Toward a New Life, Sokol March, Op. 35c, orchestra
- 1920 About Friendship, Op. 36, piano
- 1920–29 Epilogue, Op. 37, text from Zeyer & Psalms, for soprano, baritone, bass, mixed chorus & orchestra, rev. 1930–33
- 1924 About Christmas Day, included in Four Episodes for piano
- 1932 Beneath Blanik, march arr. Kalas for orchestra
- 1935 Sousedská, for five violins, double-bass, cymbals, triangle, side-drum & bass-drum